# The Right Thing (Beverly Hills, 90210)
Coming Home is de zesde aflevering van het achtste seizoen van het tienerdrama Beverly Hills, 90210, die voor het eerst werd uitgezonden op 15 oktober 1997.

## Plot
Kelly is weer terug in het huis van Brandon en Brandon heeft last van nachtmerries over het schietincident met Kelly. Kelly vertelt hem dat hij er niets aan kon doen. Kelly wordt opgeroepen voor een daderconfrontatie en de dader die Brandon aanwees staat er ook weer tussen. Kelly kan niemand aanwijzen die haar neergeschoten heeft en dit snapt Brandon niet aangezien hij het zeker wist. Hij wijt dit aan het geheugenverlies van Kelly, maar Kelly vertelt hem dat zij het zeker weet. Ondertussen gaat Donna weer terug naar het bedrijf met de illegale sweatshop en wil daar met de werkneemsters praten. Dit gaat moeilijk omdat ze bang zijn om ontslagen te worden. Brandon en Donna gaan op zoek naar de eigenaar van het pand en komen erachter dat Rush ook een van de eigenaren is. Steve wordt hierover ingelicht. Hij wil niet geloven dat Rush hier van afweet en gaat nu praten met Rush. Hij geeft niet toe dat hij hier van afweet en Steve gelooft hem en gaat terug naar zijn krant. Hij wil dat Brandon de naam Van Rush uit zijn artikel laat. Brandon heeft hier moeite mee en wil gewoon een eerlijk verhaal schrijven. Steve staat op het punt de krant te verlaten wanneer er een dame binnenloopt die in de sweatshop heeft gewerkt en wekt de interesse van Steve. Hij hoort haar verhaal aan en het blijkt dat ze tegen weinig loon in een onmenselijke situatie moest werken. Nu is hij overtuigd van het bestaan van de sweatshop en gaat terug naar Rush, om erachter te komen dat Rush wel van het bestaan wist en eist dat hij dit beëindigt en de omstandigheden verbetert. Aan Brandon vertelt hij dat het verhaal geplaatst kan worden en met een mededeling dat Rush de situatie zal verbeteren.
Valerie worstelt nog steeds met haar gevoelens voor de twee mannen, Noah en Cooper. Cooper charmeert haar met dure etentjes en cadeaus, maar ze kan Noah niet uit haar gedachten zetten. Ondertussen maakt ze Donna zwart bij hun klanten en probeert de klanten af te pakken zodat zij het salaris kan opstrijken.
David komt steeds meer in geldnood, net nu hij een band onder zijn hoede wil nemen. De band blijkt een beetje racistische trekjes te hebben. Thuis vindt hij een envelop van een bedrijf dat kredietkaarten verstrekt tegen een hoge rente, maar het geld meteen beschikbaar stelt. Hij belt hiernaartoe omdat hij nu dringend geld nodig heeft. Donna weet hier nog niets van en dat wil David graag nog even zo houden.

## Rolverdeling
- Jason Priestley - Brandon Walsh
- Jennie Garth - Kelly Taylor
- Ian Ziering - Steve Sanders
- Brian Austin Green - David Silver
- Tori Spelling - Donna Martin
- Tiffani Thiessen - Valerie Malone
- Joe E. Tata - Nat Bussichio
- Hilary Swank - Carly Reynolds
- Vincent Young - Noah Hunter
- Myles Jeffrey - Zach Reynolds
- Jed Allan - Rush Sanders
- Fatima Lowe - Terri Spar
- Christopher Orr - Cooper Hargrove